# Fernando Cavenaghi
Fernando Ezequiel Cavenaghi (Eduardo O'Brien, Bragado, Buenos Aires; 21 de septiembre de 1983) es un exfutbolista argentino que jugaba como delantero. Es el décimo máximo goleador en la historia de River Plate con 112 goles en 212 partidos, donde obtuvo cinco campeonatos locales y tres internacionales. Actualmente trabaja como director deportivo de Racing de Montevideo.
Durante su experiencia en Europa, se destacó especialmente en el Girondins de Burdeos. Allí fue elegido Mejor Jugador Extranjero de la Ligue 1 en 2008.

## Trayectoria

### Comienzos
Se inició futbolísticamente en las divisiones inferiores de Club Rivadavia de Chacabuco y en Bragado Club, entre los nueve y doce años, para luego pasar al Club Atlético River Plate. A la edad de 16 años lo llamaron para entrenarse con la Primera.

### River Plate
Debutó ante Club Guaraní, por la Copa Libertadores, el 6 de marzo de 2001. Ingresó por Nelson Cuevas a 17 minutos del final; le dio una asistencia a Javier Saviola y además convirtió un gol.
Con 17 años y cuatro meses de edad, el 11 de febrero de aquel año, Cavenaghi debutó en la Primera División en el partido en el que River Plate, dirigido por el «Tolo» Gallego, venció a Estudiantes de La Plata por 6 a 2 por el Clausura 2001. Ingresó a los 38 minutos del segundo tiempo en reemplazo de Javier Saviola.
Su primer gol lo convirtió en la séptima fecha del mismo torneo, de local en un 3 a 2 contra Argentinos Juniors. Volvió a bajar de categoría cuando asumió la dirección técnica del equipo Ramón Díaz, pero enseguida se reivindicó como goleador del equipo Sub-19 que logró la Copa Chivas en México. En su primera temporada completa anotó 17 goles en 23 partidos, incluyendo un triplete ante el club Estudiantes de La Plata. Meses más tarde, Fernando disfrutaba por partida doble: se proclamaba campeón de un torneo regular de Primera División junto a sus compañeros por primera vez en su corta y exitosa carrera deportiva, en el Clausura 2002, y se consagraba goleador de dicho torneo con 15 tantos. Pese a lesionarse al torneo siguiente, en el Apertura 2002, convirtió 7 goles.
Ese no sería su último logro: en el Clausura 2003 volvió a levantar otro título de campeón, siendo el máximo anotador de su equipo y el tercero en la tabla final de goleadores del torneo (detrás de Luciano Figueroa y Roberto Nanni) con 13 goles convertidos (uno solo de penal).
El 16 de mayo de 2004, en la Bombonera frente a Boca Juniors por la fecha 14 del Clausura, de cabeza convirtió el único gol de su equipo. Le dio el 1-0 parcial y posterior victoria al equipo dirigido por Leonardo Astrada, a los 37 minutos del primer tiempo, luego de un tiro de esquina desde la derecha. Claudio Husaín metió un frentazo en el primer palo, corrigiendo la dirección de la pelota y dejando sin reacción al arquero del equipo contrario, Roberto Abbondanzieri. Aquel día River terminaría puntero del torneo, dejando al clásico segundo y cortando su racha de partidos invicto como local, para unas fechas más tarde consagrarse campeón nuevamente.
Antes de cumplir los veinte años había logrado notables resultados en su carrera deportiva. El último título conseguido en River en su primera etapa fue el Clausura 2004, además su último torneo en la institución por ese entonces, siendo el goleador del equipo con 9 tantos. En total, haste ese momento en la entidad de Núñez, había marcado 72 goles en un total de 121 partidos, previo a firmar con el club ruso Spartak de Moscú.

### Spartak de Moscú
Por sus buenas actuaciones las ofertas de clubes europeos sobre el jugador argentino fueron apareciendo. Sus logros en el fútbol evidenciaron un inminente futuro europeo para el goleador. El CSKA Moscú y la Juventus de Turín, se interesaron en él, hasta que finalmente en la temporada 2004 fichó, con 20 años de edad, por el Spartak de Moscú, en el comienzo de la temporada 2004/2005, por un precio de £ 11,5 millones. La transferencia fue, en su momento, un pago récord por un jugador en el fútbol ruso.
Disputó 63 partidos y anotó 17 goles, incluyendo un encuentro de la UEFA Champions League en la primera temporada. Con el paso del tiempo, fue cada vez más relegado del equipo y, en abril del 2006, con la llegada del entrenador Vladímir Fedótov, quedó relegado al banco de suplentes, y viéndose ya sin posibilidades en el equipo, manifestó su deseo de ser transferido. El club aceptó y le puso precio: 12 millones de dólares.

### Girondins de Bordeaux

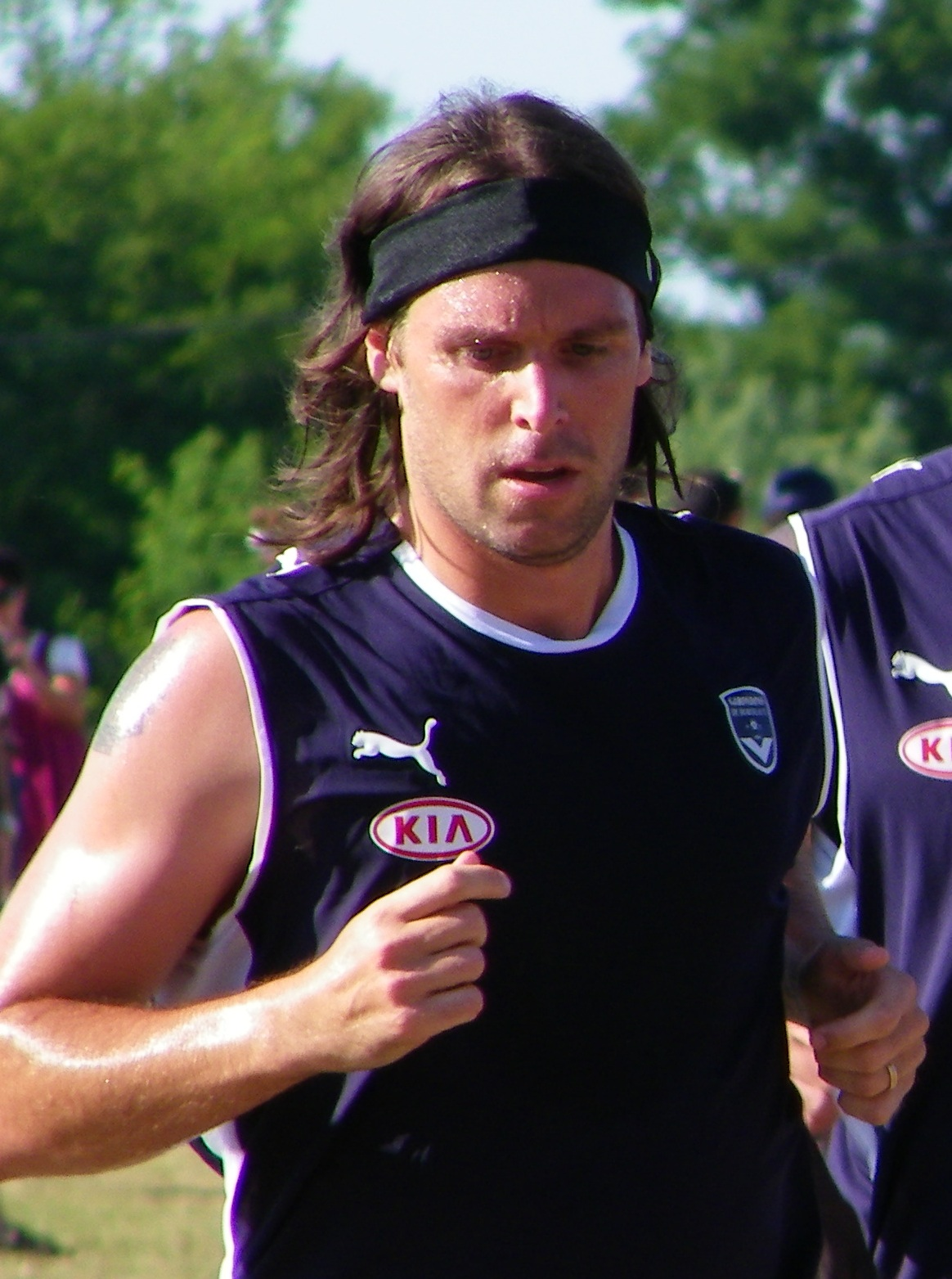
Cavenaghi en un entrenamiento con el Bordeaux

A principios del 2007 firmó para el Girondins de Bordeaux por cuatro años y medio. Ganarían la Copa de la Liga batiendo en la final al Lyon por 1-0 en aquella temporada.
Sus goles en la segunda temporada le permitieron ser subcampeón del Olympique Lyonnais, quedando a cuatro puntos, en la liga. Sin embargo, debido a la conquista del conjunto lionés de la Copa de Francia en simultáneo, le dio a su equipo el derecho a disputar la Supercopa de Francia a fines de temporada contra el campeón de liga, el mencionado Lyon. Cavenaghi, si bien erraría un penal en la tanda, saldría campeón nuevamente tras empatar 0-0. 
Así también comenzaría el ciclo de Laurent Blanc en el Girondins, que se aferró a Cavenaghi durante su etapa como entrenador en el conjunto bordelés.
En 2009 el Girondins quedó eliminado en los dieciseisavos de final de la Copa de la UEFA después de perder por 4 a 3 con el Galatasaray, pero ese mismo año con su equipo derribaron una dinastía de siete años consecutivos del Lyon campeón de la Ligue 1. Cavenaghi firmaría 13 goles en liga, los mismos que su compañero Marouane Chamakh, posicionándose como el goleador del equipo y conquistando la liga de aquella temporada, ganándose el boleto para disputar la Supercopa Francesa frente al En Avant de Guingamp, que también obtuvieron por 2-0 con un gol suyo. En esa misma temporada también conquistaría su segunda Copa de la Liga al ganarle en la final al Vannes Olympique Club por 4-0.
Gracias al título de liga, clasificó a su equipo a la Champions League 2009-10, donde terminarían cayendo en cuartos de final en una nueva disputa contra el Lyon, esta vez por un 3-2 global en contra.
Disputó 105 partidos y convirtió 46 goles en el Girondins, obteniendo cinco títulos junto a su equipo en una de las etapas más laureadas en la historia del club: la Ligue 1 2008-09, dos Supercopas de Francia en 2008 y 2009 y dos Copa de la Liga en las temporadas 2006-07 y 2008-09.

### Préstamo al Mallorca
El 27 de agosto del 2010, el Mallorca consiguió su cesión por una temporada, que se guardó una opción de compra tasada en 3,5 millones de euros.
Solo estuvo en el RCD Mallorca durante seis meses, jugando un total de 11 partidos en la Primera División de España, 7 de ellos como titular y el resto partiendo desde el banco. Marcó un total de 2 goles, en un doblete ante la Real Sociedad. En la Copa del Rey marcó 4 goles, ambos dobletes ante el Real Sporting de Gijón y UD Almería.

### Préstamo a Sport Club Internacional
El 26 de enero del 2011, el Internacional de Porto Alegre contrató a préstamo por un año al exdelantero de River Plate, cuyo pase pertenecía aún al club a Girondins de Bordeaux.
Cavenaghi fue compañero de compatriotas como Mario Bolatti, Andrés D'Alessandro y Pablo Guiñazu. Jugó 13 partidos, convirtió 5 goles y su equipo ganó el Campeonato Gaucho 2011 tras vencer a Grêmio en la final.

### Segunda etapa en River Plate
En julio de 2011 partió de Porto Alegre y rescindió contrato con el club francés para pasar al club en el que debutó, River Plate, para ayudar a su equipo a ascender a la Primera División, luego de descender por primera vez en su historia.

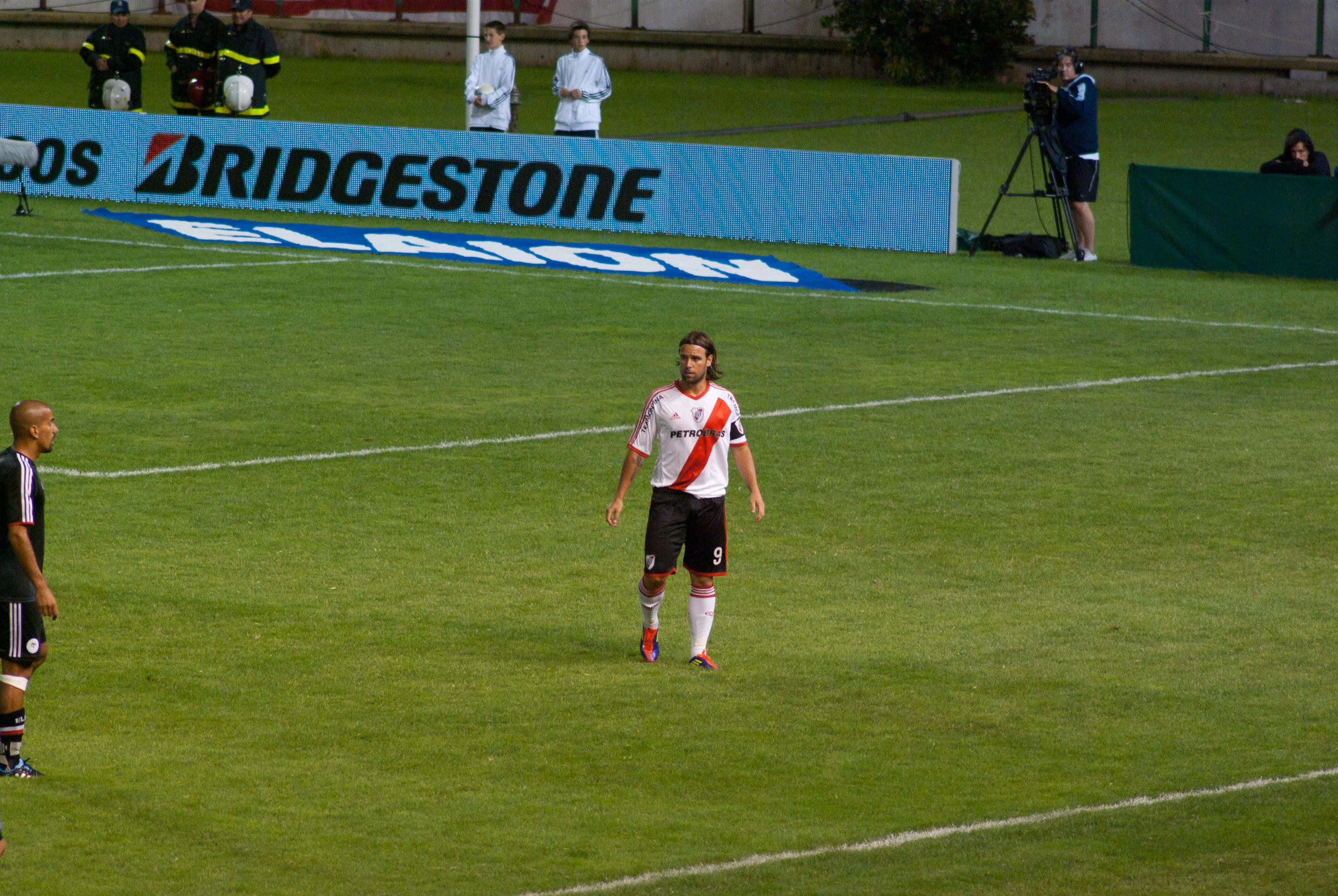
Cavenaghi en un partido con River Plate

Regresó al club junto a su amigo, Alejandro Domínguez. De esta manera Cavenaghi pasó a ser capitán del equipo en su paso por la Primera B Nacional, elegido por el entrenador Matias Almeyda.
El sábado 3 de septiembre, en la cuarta fecha del Campeonato de Primera B Nacional 2011-12, convirtió su primer gol con la camiseta de River desde su regreso, contra Quilmes. Volvió a marcar, contra Defensa y Justicia por la fecha quinta en el empate 2-2. Marcó su primera triplete desde que volvió al Millonario el 5 de octubre de 2011, en un partido contra Atlanta por la novena fecha, ganando 7-1. En la duodécima fecha le convirtió un gol de penal a Aldosivi. Convirtió un póquer de goles en el partido frente a Gimnasia y Esgrima de Jujuy por la decimotercera fecha del torneo. Fue la primera vez que Cavenaghi convirtió cuatro goles para la institución de Núñez y hacía nueve años que un jugador de River no convertía esa cantidad goles en un mismo partido, precisamente desde el 20 de febrero de 2002, cuando Ariel Ortega le marcaba cuatro tantos a Unión de Santa Fe, en lo que fue una cómoda victoria de River por 6-0. Cavenaghi había convertido los dos goles restantes. En la decimoquinta fecha convirtió 2 goles frente al club Guillermo Brown. Volvió a marcar contra Rosario Central, en lo que fue su primer gol en el retorno al Monumental en el empate 1-1. El domingo 5 de febrero de 2012 Cavenaghi convertiría un gol en el empate 1 a 1 frente a Almirante Brown, lo que sería su décimo cuarto gol desde su regreso a River Plate. El Torito terminaría la primera etapa del torneo siendo el goleador de su equipo con 15 goles en 19 partidos.
En la fecha vigesimoprimer del torneo convertiría el primer gol de su equipo en la goleada 3 a 0 de River Plate a Independiente Rivadavia; en la tercera fecha, frente a Desamparados de San Juan dio dos asistencias de gol, una a Rogelio Funes Mori y otra a David Trezeguet. El 17 de marzo de 2012 Cavenaghi convirtió un doblete en la victoria de su equipo por 3-0 ante Deportivo Merlo; en la fecha 29 volvió a convertir en el partido que River derrotó a Huracán por 2-0. El 19 de mayo de 2012 marcó un gol de tiro libre en un empate por 2 a 2 frente a Guillermo Brown. Terminó la temporada de la Primera B Nacional 2011-12 con 19 goles en 38 partidos, siendo el goleador del equipo en el torneo.
Luego de una temporada en la Primera B Nacional, el equipo logra la vuelta a la Primera División del fútbol argentino consagrándose campeón de la divisional, cumpliendo con su objetivo y el de Alejandro Domínguez de devolver a River a la Primera División de Argentina.

#### Salida de River
El 27 de junio del 2012 el DT de River Plate, Matías Almeyda, tras renovar su contrato como técnico, manifestó públicamente que no incluiría al goleador y capitán del equipo en la lista de refuerzos para la temporada siguiente.
Luego de lograr el ascenso con River, tanto él como Alejandro Domínguez tuvieron un duro cruce con el presidente Daniel Passarella y terminaron alejándose del club: Domínguez debía seguir con su carrera en el Valencia, club que lo había cedido, y Cavenaghi quedó libre. Ambos declararon: "mientras este Passarella no volvemos más".

### Villarreal
En agosto de 2012, después de quedar libre de River Plate, ficha por un año en el Villarreal para disputar la Segunda División española. Marcó sus dos primeros goles en el submarino amarillo en la victoria por 2 a 1 ante el Real Madrid Castilla. Solo jugó 19 partidos, anotando 4 goles.

### Pachuca
El 30 de enero de 2013 el delantero argentino Cavenaghi se convirtió en refuerzo del Pachuca para el Clausura 2013, informó el equipo en un comunicado. Cavenaghi, de 29 años, llegó a México procedente del Villareal de la segunda división española, donde jugó el segundo semestre del 2012 y el primer mes de 2013.
Fernando Cavenaghi anotó 5 goles entre la Liga MX y la Copa MX, llegando a mitad del torneo, anotando regularmente en los últimos juegos del cuadro Tuzo.
Rumbo al inicio de torneo Cavenaghi tuvo su primer pretemporada en México con el Pachuca, siendo el goleador del equipo durante la pretemporada, pues convirtió 9 veces en 5 partidos, (cuatro a Delfines de Acapulco, un gol de media cancha a Puebla, dos a León, y dos a Estudiantes Tecos), lo cual le brindó gran confianza a su técnico Gabriel Caballero, jugando todos los encuentros tanto de la Copa Telcel, como de la Copa Pachuca, llegando a la final de ambos mini torneos, perdiendo la final de la Copa Telcel en penales después de empatar 1-1 con gol suyo frente al Club León, pero llegó la revancha, y después disputó la Copa Pachuca donde llegó a la final otra vez contra el León, esta vez imponiéndose y saliendo campeón después de ir perdiendo 4 - 3. Entró de cambio, y gracias a un gol suyo de último minuto logró que su equipo se fuera a penaltis, quedando campeón de dicho torneo, aunque falló su tiro penal, por 5-4.
El delantero comentó en una entrevista de la importancia de ganar en casa y aseguró que quería convertir en fortaleza el Estadio Hidalgo: “hay que hacer goles, como delantero vivimos de gol y siempre es importante, sea Copa Telcel, Liga o Champions, sirven siempre para la confianza y para ganar, nos vino muy bien y va a ser importante hacernos fuertes en casa”, además de asegurar que quería convertirse en el hombre gol de su escuadra.
A finales del 2013, finaliza su contrato con el Pachuca y queda como jugador libre. En declaraciones del propio jugador, dijo que no renovó con el equipo mexicano ya que quería regresar a River Plate para retirarse en dicha institución.

### Tercera etapa en River Plate
El 2 de enero de 2014 se confirma el acuerdo, postergado por diferencias en el aspecto económico, entre dirigentes y el representante del jugador y, de esta manera sella su retorno a River Plate por tercera oportunidad, tras su salida a mediados de 2012. Marcó su primer gol en su vuelta al club frente a Godoy Cruz en la derrota de su equipo por 1-2 correspondiente a la tercera fecha del Torneo Final 2014. Al siguiente partido volvería a marcar en otra derrota de su equipo frente a Colón por 3-1. Tres fechas después marcaría el gol de la victoria por 1-0 frente a Arsenal. Marcó nuevamente frente a Lanús dos fechas luego en otro triunfo de su equipo por 2-0. Anotó su primer doblete en su vuelta frente a Racing Club en la victoria de su equipo por 3-2, cortando una racha de ocho partidos sin marcar. Dos fechas después marcó nuevamente en la goleada de su equipo por 5-0 frente a Quilmes, resultado que significó el trigesimoquinto título del club a nivel local. El 24 de mayo, en San Luis, juega su último partido previo a la operación, la Superfinal 2014 contra San Lorenzo, consiguiendo la Copa Campeonato de Primera División 2013-14, al derrotar al conjunto «azulgrana» por 1 a 0 gracias al gol de Germán Pezzella. 
Tras este partido, Cavenaghi decide intervenirse quirúrgicamente de una bursitis que lo aquejaba en un dedo de su pie derecho, producto de una lesión ocurrida en la sexta fecha del Torneo Final 2014. La operación tuvo lugar en el Sanatorio Dupuytren del barrio porteño de Balvanera, donde pasó la noche acompañado por un amigo el jueves 14 de agosto de 2014. La operación resulta un éxito, es dado de alta al poco tiempo, y comienza un período de recuperación que lo alejará de las canchas por unos cuatro meses aproximadamente, reapareciendo el domingo 23 de noviembre en un partido de visitante contra Racing Club, por la decimoséptima fecha del Torneo Transición 2014. Pese a no lograr River el torneo local, Cavenaghi termina el año de la mejor manera jugando algunos minutos en el partido de vuelta por la final de la Copa Sudamericana 2014 frente a Atlético Nacional, en la cual el conjunto millonario terminaría resultando victorioso y coronándose campeón internacional tras 17 años. El 30 de noviembre de 2014 en un partido frente a Banfield en el Monumental, Fernando convirtió su gol 100 con la camiseta de River, en lo que fue victoria 3-2. Cavenaghi es titular en la final de la Copa Libertadores 2015 frente a Tigres, dónde el millonario ganó 3-0. Fue reemplazado en el segundo tiempo, cerrando así su ciclo en el club levantando el trofeo como capitán. 
Entre todas sus etapas, el Cavegol jugó 212 partidos y convirtió 112 goles, situandolo como el décimo máximo goleador de la historia del Club Atlético River Plate.

## Selección nacional

### Selección Juvenil

#### Campeonato Sudamericano Sub-20 de 2003
Jugó en categorías juveniles con la Selección argentina. Participó en el Campeonato Sudamericano Sub-20 de 2003 en enero de ese año, consagrándose campeón y máximo goleador convirtiendo 8 goles en el torneo.

#### Copa Mundial de Fútbol Sub-20 de 2003
Participó de la Copa Mundial de Fútbol Juvenil en 2003 siendo el máximo goleador de la competición junto con Daisuke Sakata, Dudu Cearense y Eddie Johnson, convirtiendo 4 goles cada uno.

### Selección mayor
A nivel de mayores debutó el 26 de marzo de 2008, en un amistoso frente a Egipto, bajo la conducción de Alfio Basile. Jugó en un partido no oficial contra la selección de fútbol de Cataluña, el 28 de diciembre de 2004. Sólo participó en encuentros amistosos, un total de 4 partidos, y en todos ellos entró como suplente por Julio Cruz. No marcó goles internacionales.
Fue convocado a participar de las Eliminatorias de la Copa Mundial de Fútbol de 2010 junto a la selección mayor, en los enfrentamientos con la selección de fútbol de Ecuador y la selección de fútbol de Brasil. Sin embargo, el entrenador, Diego Armando Maradona, no lo tuvo en cuenta para ninguno de los dos encuentros, sin incluirlo siquiera en la lista de jugadores del banco de suplentes.

### Participaciones en mundiales sub-20
| Torneo                 | Sede            | Resultado    | Partidos | Goles |
| ---------------------- | --------------- | ------------ | -------- | ----- |
| Mundial Sub-20 de 2003 | Emiratos Árabes | Cuarto lugar | 5        | 4     |

### Participaciones en sudamericanos sub-20
| Torneo                   | Sede    | Resultado | Partidos | Goles |
| ------------------------ | ------- | --------- | -------- | ----- |
| Sudamericano Sub-20 2003 | Uruguay | Campeón   | 7        | 8     |

### Goles
| 1  | Estadio Alberto Suppici, Uruguay.                              | Colombia       | 1-0 | 2-1 | Campeonato Sudamericano Sub-20 de 2003 |
| 2  | Estadio Alberto Suppici, Uruguay.                              | Colombia       | 2-0 | 2-1 | Campeonato Sudamericano Sub-20 de 2003 |
| 3  | Estadio Alberto Suppici, Uruguay.                              | Paraguay       | 0-2 | 1-4 | Campeonato Sudamericano Sub-20 de 2003 |
| 4  | Estadio Alberto Suppici, Uruguay.                              | Paraguay       | 0-4 | 1-4 | Campeonato Sudamericano Sub-20 de 2003 |
| 5  | Estadio Domingo Burgueño Miguel, Uruguay.                      | Ecuador        | 3-0 | 4-0 | Campeonato Sudamericano Sub-20 de 2003 |
| 6  | Estadio Domingo Burgueño Miguel, Uruguay.                      | Ecuador        | 4-0 | 4-0 | Campeonato Sudamericano Sub-20 de 2003 |
| 7  | Estadio Centenario, Uruguay.                                   | Colombia       | 1-0 | 1-0 | Campeonato Sudamericano Sub-20 de 2003 |
| 8  | Estadio Asociación de Críquet Sharjah, Emiratos Árabes Unidos. | Uzbekistán     | 1-2 | 1-2 | Copa Mundial de Fútbol Sub-20 de 2003  |
| 9  | Estadio Al-Maktoum, Emiratos Árabes Unidos.                    | Egipto         | 1-0 | 2-1 | Copa Mundial de Fútbol Sub-20 de 2003  |
| 10 | Estadio Al-Maktoum, Emiratos Árabes Unidos.                    | Egipto         | 2-1 | 2-1 | Copa Mundial de Fútbol Sub-20 de 2003  |
| 11 | Estadio Al Jazira Mohammed Bin Zayed, Emiratos Árabes Unidos.  | Estados Unidos | 1-2 | 1-2 | Copa Mundial de Fútbol Sub-20 de 2003  |

## Estadísticas

### Clubes
- Actualizado hasta el 18 de mayo de 2016.

| Club | Div.                | Temporada           | Liga  | Liga  | Liga   | Campeonatos regionales(1) | Campeonatos regionales(1) | Campeonatos regionales(1) | Copas Nacionales(2) | Copas Nacionales(2) | Copas Nacionales(2) | Torneos Internacionales(3) | Torneos Internacionales(3) | Torneos Internacionales(3) | Total | Total | Total  | Media goleadora(4) |
| Club | Div.                | Temporada           | Part. | Goles | Asist. | Part.                     | Goles                     | Asist.                    | Part.               | Goles               | Asist.              | Part.                      | Goles                      | Asist.                     | Part. | Goles | Asist. | Media goleadora(4) |
| --- | ------------------- | ------------------- | ----- | ----- | ------ | ------------------------- | ------------------------- | ------------------------- | ------------------- | ------------------- | ------------------- | -------------------------- | -------------------------- | -------------------------- | ----- | ----- | ------ | ------------------ |
| River Plate Argentina |                     |                     |       |       |        |                           |                           |                           |                     |                     |                     |                            |                            |                            |       |       |        |                    |
| 1.ª | 2001                | 5                   | 1     | 0     | —      | —                         | —                         | —                         | —                   | —                   | 3                   | 2                          | 1                          | 8                          | 3     | 1     | 0,37   |                    |
| 1.ª | 2001-02             | 23                  | 17    | 5     | —      | —                         | —                         | —                         | —                   | —                   | 6                   | 2                          | 1                          | 29                         | 19    | 6     | 0,65   |                    |
| 1.ª | 2002-03             | 33                  | 20    | 2     | —      | —                         | —                         | —                         | —                   | —                   | 11                  | 7                          | 1                          | 44                         | 27    | 3     | 0,61   |                    |
| 1.ª | 2003-04             | 29                  | 17    | 3     | —      | —                         | —                         | —                         | —                   | —                   | 11                  | 6                          | 2                          | 40                         | 23    | 5     | 0,57   |                    |
| Total 1.ª etapa | Total 1.ª etapa     | 90                  | 55    | 10    | 0      | 0                         | 0                         | 0                         | 0                   | 0                   | 31                  | 17                         | 5                          | 121                        | 72    | 15    | 0,59   |                    |
| Spartak de Moscú · Rusia |                     |                     |       |       |        |                           |                           |                           |                     |                     |                     |                            |                            |                            |       |       |        |                    |
| 1.ª | 2004                | 9                   | 1     | 0     | —      | —                         | —                         | —                         | —                   | —                   | —                   | —                          | —                          | 9                          | 1     | 0     | 0,11   |                    |
| 1.ª | 2005                | 25                  | 6     | 2     | —      | —                         | —                         | —                         | —                   | —                   | —                   | —                          | —                          | 25                         | 6     | 2     | 0,24   |                    |
| 1.ª | 2006                | 17                  | 5     | 4     | —      | —                         | —                         | 8                         | 5                   | 0                   | 4                   | 0                          | 0                          | 29                         | 10    | 4     | 0,34   |                    |
| Total club | Total club          | 51                  | 12    | 6     | 0      | 0                         | 0                         | 8                         | 5                   | 0                   | 4                   | 0                          | 0                          | 63                         | 17    | 6     | 0,27   |                    |
| Girondins de Bordeaux Francia |                     |                     |       |       |        |                           |                           |                           |                     |                     |                     |                            |                            |                            |       |       |        |                    |
| 1.ª | 2007                | 9                   | 2     | 1     | —      | —                         | —                         | —                         | —                   | —                   | —                   | —                          | —                          | 9                          | 2     | 1     | 0,22   |                    |
| 1.ª | 2007-08             | 23                  | 15    | 0     | —      | —                         | —                         | 5                         | 2                   | 0                   | 7                   | 6                          | 0                          | 35                         | 23    | 0     | 0,65   |                    |
| 1.ª | 2008-09             | 29                  | 13    | 3     | —      | —                         | —                         | 3                         | 1                   | 0                   | 5                   | 1                          | 1                          | 37                         | 15    | 4     | 0.41   |                    |
| 1.ª | 2009-10             | 20                  | 3     | 3     | —      | —                         | —                         | 5                         | 4                   | 0                   | 3                   | 0                          | 0                          | 28                         | 7     | 3     | 0.25   |                    |
| 1.ª | 2010                | 2                   | 0     | 1     | —      | —                         | —                         | —                         | —                   | —                   | —                   | —                          | —                          | 2                          | 0     | 1     | 0,00   |                    |
| Total club | Total club          | 83                  | 33    | 8     | 0      | 0                         | 0                         | 13                        | 7                   | 0                   | 15                  | 7                          | 1                          | 111                        | 47    | 9     | 0.42   |                    |
| RCD Mallorca · España | 1.ª                 | 2010-11             | 11    | 2     | 0      | —                         | —                         | —                         | 2                   | 4                   | 0                   | —                          | —                          | —                          | 13    | 6     | 0      | 0,46               |
| SC Internacional · Brasil | 1.ª                 | 2011                | 2     | 1     | 1      | 6                         | 1                         | 0                         | —                   | —                   | —                   | 4                          | 0                          | 2                          | 12    | 2     | 3      | 0.17               |
| River Plate Argentina | 2.ª                 | 2011-12             | 37    | 19    | 6      | —                         | —                         | —                         | 1                   | 0                   | 0                   | —                          | —                          | —                          | 38    | 19    | 6      | 0,50               |
| Villarreal CF · España | 2.ª                 | 2012-13             | 18    | 4     | 1      | —                         | —                         | —                         | 1                   | 0                   | 0                   | —                          | —                          | —                          | 19    | 4     | 1      | 0,21               |
| CF Pachuca · México | 1.ª                 | 2013                | 10    | 2     | 0      | —                         | —                         | —                         | 3                   | 3                   | 0                   | —                          | —                          | —                          | 13    | 5     | 0      | 0,38               |
| CF Pachuca · México | 1.ª                 | 2013                | 11    | 2     | 0      | —                         | —                         | —                         | 3                   | 1                   | 0                   | —                          | —                          | —                          | 14    | 3     | 0      | 0,21               |
| CF Pachuca · México | Total club          | Total club          | 21    | 4     | 0      | 0                         | 0                         | 0                         | 6                   | 4                   | 0                   | 0                          | 0                          | 0                          | 27    | 8     | 0      | 0,29               |
| River Plate Argentina | 1.ª                 | 2014                | 19    | 8     | 4      | —                         | —                         | —                         | 1                   | 0                   | 0                   | —                          | —                          | —                          | 20    | 8     | 4      | 0,40               |
| River Plate Argentina | 1.ª                 | 2014                | 3     | 2     | 0      | —                         | —                         | —                         | —                   | —                   | —                   | 3                          | 0                          | 0                          | 6     | 2     | 0      | 0,33               |
| River Plate Argentina | 1.ª                 | 2015                | 18    | 11    | 2      | —                         | —                         | —                         | 2                   | 0                   | 0                   | 7                          | 0                          | 0                          | 27    | 11    | 2      | 0,42               |
| River Plate Argentina | Total 3.ª etapa     | Total 3.ª etapa     | 40    | 21    | 6      | 0                         | 0                         | 0                         | 3                   | 0                   | 0                   | 10                         | 0                          | 0                          | 53    | 21    | 6      | 0,40               |
| River Plate Argentina | Total club          | Total club          | 167   | 95    | 20     | 0                         | 0                         | 0                         | 4                   | 0                   | 0                   | 41                         | 17                         | 4                          | 212   | 112   | 24     | 0,53               |
| APOEL Nicosia Chipre | 1.ª                 | 2015-16             | 18    | 19    | 0      | —                         | —                         | —                         | 3                   | 2                   | 0                   | 5                          | 2                          | 0                          | 26    | 23    | 0      | 0,88               |
| Total en su carrera | Total en su carrera | Total en su carrera | 371   | 170   | 38     | 6                         | 1                         | 0                         | 37                  | 22                  | 0                   | 69                         | 26                         | 8                          | 483   | 219   | 46     | 0.45               |
| (1) La copa nacional se refiere a la Copa Argentina, Copa de Rusia, Copa de Francia, Copa de Brasil, Copa del Rey, Copa de Chipre, Supercopa de Rusia (2006) y Supercopa Argentina (2015). (2) La copa internacional se refiere a la UEFA Champions League, UEFA Europa League, Copa Libertadores, Copa Mercosur, Copa Sudamericana y Recopa Sudamericana. (3) No incluye datos de partidos amistosos ni categorías inferiores. |                     |                     |       |       |        |                           |                           |                           |                     |                     |                     |                            |                            |                            |       |       |        |                    |

### Selección
| Selección          | Año               | Amistosos | Amistosos | Amistosos | Eliminatorias | Eliminatorias | Eliminatorias | Sudamericano | Sudamericano | Sudamericano | Mundial | Mundial | Mundial | Total | Total | Total |
| Selección          | Año               | PJ        | G         | A         | PJ            | G             | A             | PJ           | G            | A            | PJ      | G       | A       | PJ    | G     | A     |
| ------------------ | ----------------- | --------- | --------- | --------- | ------------- | ------------- | ------------- | ------------ | ------------ | ------------ | ------- | ------- | ------- | ----- | ----- | ----- |
| Sub-20 Argentina   | 2003              | 0         | 0         | 0         | -             | -             | -             | 7            | 8            | 4            | 5       | 4       | 0       | 12    | 12    | 4     |
| Sub-20 Argentina   | Total             | 0         | 0         | 0         | -             | -             | -             | 7            | 8            | 4            | 5       | 4       | 0       | 12    | 12    | 4     |
| Absoluta Argentina | 2008              | 4         | 0         | 0         | -             | -             | -             | -            | -            | -            | -       | -       | -       | 4     | 0     | 0     |
| Absoluta Argentina | Total             | 4         | 0         | 0         | 0             | 0             | 0             | -            | -            | -            | -       | -       | -       | 4     | 0     | 0     |
| Total Selecciones  | Total Selecciones | 4         | 0         | 0         | 0             | 0             | 0             | 7            | 8            | 4            | 5       | 4       | 0       | 16    | 12    | 4     |

### Resumen estadístico
|                            | Partidos | Goles | Promedio | Asistencias | Promedio |
| -------------------------- | -------- | ----- | -------- | ----------- | -------- |
| Liga                       | 371      | 170   | 0,45     | 36          | 0,09     |
| Copas nacionales           | 43       | 26    | 0,60     | 0           | 0,00     |
| Copa Internacionales       | 68       | 26    | 0,38     | 5           | 0,07     |
| Selección Argentina        | 4        | 0     | 0,00     | 0           | 0,00     |
| Selección Argentina Sub-20 | 12       | 12    | 1,00     | 4           | 0,30     |
| TOTAL                      | 498      | 234   | 0,47     | 45          | 0,09     |

### Hat-tricks
| 1 | 24/02/2002 | Jorge Luis Hirschi, La Plata        | Estudiantes (LP) - River Plate           | Gol · Gol · Gol       | 2 - 3 | Torneo Clausura 2002       |
| 2 | 12/05/2002 | Monumental, Buenos Aires            | River Plate - Argentinos Juniors         | Gol · Gol · Gol       | 5 - 1 | Torneo Clausura 2002       |
| 3 | 23/01/2010 | Jacques Chaban-Delmas, Burdeos      | Girondins de Bordeaux - Ajaccio          | Gol · Gol · Gol       | 5 - 1 | Copa de Francia 2009-10    |
| 4 | 05/10/2011 | Pedro Bidegain, Buenos Aires        | River Plate - Atlanta                    | Gol · Gol · Gol       | 7 - 1 | Primera B Nacional 2011-12 |
| 5 | 05/11/2011 | 23 de Agosto, San Salvador de Jujuy | Gimnasia y Esgrima (Jujuy) - River Plate | Gol · Gol · Gol · Gol | 1 - 4 | Primera B Nacional 2011-12 |
| 6 | 18/07/2015 | Nuevo Monumental, Rafaela           | Atlético de Rafaela - River Plate        | Gol · Gol · Gol · Gol | 1 - 5 | Primera División 2015      |
| 7 | 17/10/2015 | Estadio GSP, Nicosia                | APOEL Nicosia - AEL Limassol             | Gol · Gol · Gol       | 6 - 0 | Primera División 2015-16   |

## Palmarés

### Campeonatos regionales
| Título            | Club                | Estado             | Año  |
| ----------------- | ------------------- | ------------------ | ---- |
| Campeonato Gaúcho | S. C. Internacional | Río Grande del Sur | 2011 |

### Campeonatos nacionales
| Título                     | Club                  | País      | Año     |
| -------------------------- | --------------------- | --------- | ------- |
| Primera División           | River Plate           | Argentina | 2002-C  |
| Primera División           | River Plate           | Argentina | 2003-C  |
| Primera División           | River Plate           | Argentina | 2004-C  |
| Copa de la Liga            | Girondins de Bordeaux | Francia   | 2007    |
| Supercopa de Francia       | Girondins de Bordeaux | Francia   | 2008    |
| Ligue 1                    | Girondins de Bordeaux | Francia   | 2009    |
| Copa de la Liga            | Girondins de Bordeaux | Francia   | 2009    |
| Supercopa de Francia       | Girondins de Bordeaux | Francia   | 2009    |
| Primera B Nacional         | River Plate           | Argentina | 2011-12 |
| Primera División           | River Plate           | Argentina | 2014-F  |
| Copa Campeonato            | River Plate           | Argentina | 2014    |
| Primera División de Chipre | APOEL Nicosia         | Chipre    | 2016    |

### Campeonatos internacionales
| Título              | Club                | Sede         | Año  |
| ------------------- | ------------------- | ------------ | ---- |
| Sudamericano Sub-20 | Selección Argentina | Montevideo   | 2003 |
| Copa Sudamericana   | River Plate         | Buenos Aires | 2014 |
| Recopa Sudamericana | River Plate         | Buenos Aires | 2015 |
| Copa Libertadores   | River Plate         | Buenos Aires | 2015 |

### Distinciones individuales
| Distinción                                                                | Año     |
| ------------------------------------------------------------------------- | ------- |
| Máximo goleador de la Primera División                                    | 2002-C  |
| Máximo goleador del Sudamericano Sub-20                                   | 2003    |
| Máximo goleador del Mundial Sub-20                                        | 2003    |
| Mejor Jugador Extranjero Ligue 1                                          | 2008    |
| 100 goles en River Plate                                                  | 2014    |
| 10.º máximo goleador en la historia de River Plate                        | 2015    |
| Nombrado personalidad destacada del deporte por la Ciudad de Buenos Aires | 2015    |
| Máximo goleador de la Primera División de Chipre                          | 2015-16 |

## Vida personal
Su infancia la vivió en Chacabuco, provincia de Buenos Aires, donde jugó en el Club Rivadavia de Chacabuco. Es el mayor de cuatro hermanos: Marcos, Belén y Nicolás. Ya desde pequeño era hincha de River Plate y jugaba siempre que podía al fútbol, cuando llegaba de la escuela, a la mañana; en todo momento.
Durante noviembre del 2004, estuvo de regreso en el país por el receso del campeonato de Rusia y fue noticia porque el domingo se integró a la barra brava millonaria como un hincha más, subiéndose a un para avalancha y haciendo sonar un bombo de Los Borrachos del Tablón.
Las críticas que recibió Cavenaghi de algunos medios lo llevaron a dar públicas explicaciones sobre esos hechos, a los que calificó de "sentimentales".

Siempre quise hacer algo así, pero como estaba dentro de la cancha no tenía la oportunidad. Pero debo aclarar que no fueron los hinchas quienes me invitaron a la tribuna, sino que yo los llamé a ellos para que me llevaran con la barra.

Sobre la difusión que esto podría tener en Rusia y sus consecuencias (algunos estimaron que podría tomarse como falta de profesionalismo), el Torito se mostró despreocupado. "Qué me van a decir si estoy de vacaciones", argumentó desde su lógica, en el que coinciden el fanático de River y el jugador.
Fernando se convirtió en padre el 2 de octubre de 2008 con su esposa Soledad Gaynor, a quien años atrás le había dedicado un gol en la Selección Argentina Sub-20.

## Televisión
| Año           | Programa                 | Canal   |
| ------------- | ------------------------ | ------- |
| 2014          | Mis amigos de siempre    | eltrece |
| 2017          | Champions League         | ESPN    |
| 2018-presente | Telefe Noticias a las 20 | Telefe  |
| 2018          | Pasado de Copas          | Telefe  |

## Filmografía
Fue entrevistado para el filme documental estrenado en 2019 River, el más grande siempre, que narra la historia del club. También actuó de extra en la película No llores por mí, Inglaterra de 2018.